# Perschling, Niederösterreich

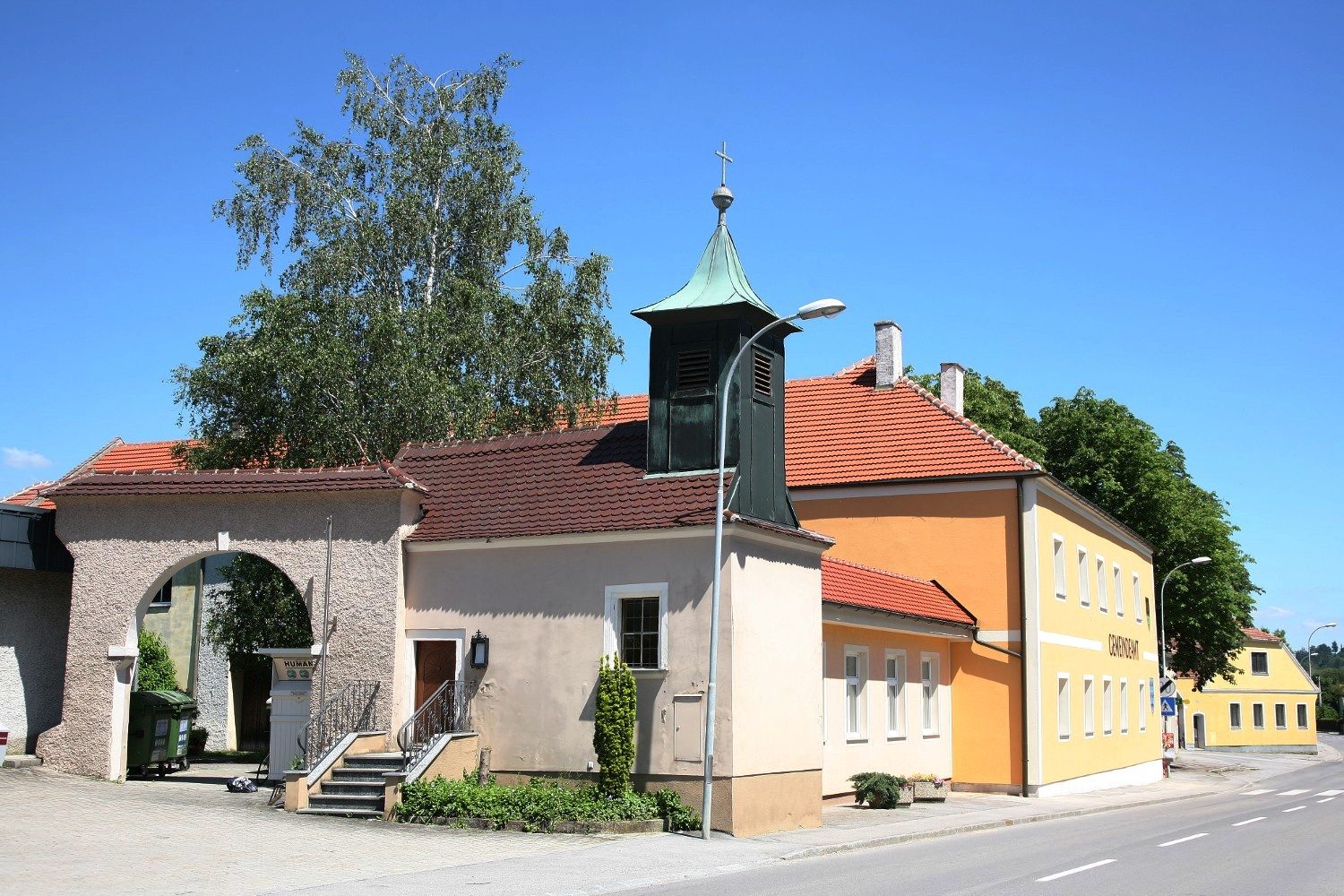
Ortscentrum.

Perschling (till år 2015 Weißenkirchen an der Perschling) är en ort och kommun  i Österrike. Den ligger i distriktet Sankt Pölten-Land i förbundslandet Niederösterreich, 40 kilometer väster om huvudstaden Wien, i den del av Niederösterreich som kallas Mostviertel. Kommunen ingår i vindistriktet Traisental. Kommunen har 1 552 invånare (2024).
Kommunen består av tio orter (Ortschaften) (inom parentes invånarantal 1 januari 2024):

- Grunddorf (31)
- Gunnersdorf (51)
- Haselbach (65)
- Langmannersdorf (363)
- Murstetten (324)
- Obermoos (11)
- Perschling (289)
- Weißenkirchen an der Perschling (354)
- Wieselbruck (18)
- Winkling (46)